# New Carrollton
Cet article possède un paronyme, voir Carrollton.
New Carrollton est une ville du Comté du Prince George, Maryland, tout près (19 km) de Washington, D.C., aux États-Unis. La ville, fondée en 1953, compte 12 135 habitants au recensement de 2010.

## Source
- (en) Cet article est partiellement ou en totalité issu de l’article de Wikipédia en anglais intitulé « New Carrollton, Maryland » (voir la liste des auteurs).